# ТЕЦ Дурі-Північ
1°22′19″ пн. ш. 101°13′30″ сх. д. / 1.37194° пн. ш. 101.22500° сх. д.
ТЕЦ Дурі-Північ – теплова електростанція на індонезійському острові Суматра. 
У 1980-х роках компанія Caltex Pacific Indonesia (дочірня структура енергетичного гіганту Chevron) розгорнула у центральній частині Суматри масштабний проект із розробки покладів важкої нафти родовища Дурі, для збільшення текучості якої застосували розігрівання паром. Останній виробляли як сотнями спеціальних парогенераторів, так і за допомогою теплоелектроцентралей, котрі також забезпечували потреби промислів у електроенергії.
Первісно в зоні промислів звели ТЕЦ Дурі, ТЕЦ Дурі-Центр (для родовища Дурі) та ТЕЦ Мінас (для родовища Мінас). А у 2000 році стала до ладу ТЕЦ Дурі-Північ, яка отримала 3 газові турбіни Siemens Westinghouse 501D5A номінальною потужністю по 121 МВт. Відпрацьовані турбінами гази потрапляють до котлів-утилізаторів, які виробляють необхідну для виробничого процесу пару.
Загальна потужність ТЕЦ Дурі-Північ рахується на рівні 305 МВт, що робить її найпотужнішим електроенергетичним об’єктом комплексу. Станом на початок 2020-х вона покривала 60-70% потреб промислів у електроенергії та 70-80% потреб у парі.
ТЕЦ Дурі-Північ використовує природний газ, який подали до регіону наприкінці 20 століття за допомогою трубопроводу Гріссік – Дурі.
У 2021 році спливав терміну дії концесії на розробку покладів нафти, тому Caltex Pacific Indonesia виставила ТЕЦ Дурі-Північ на продаж. Бажання придбати станцію виявляє індонезійська державна електроенергетична корпорація PT Perusahaan Listrik Negara, втім, перші кілька років управління об’єктом здійснюватиме індонезійська державна нафтогазова корпорація PT Pertamina, до якої перейшли нафтопромисли.